# Jarosław Skrobacz
Jarosław Skrobacz (ur. 11 sierpnia 1967 w Wodzisławiu Śląskim) – polski trener piłkarski, posiada licencję trenerską UEFA Pro. Od 2024 r. szkoleniowiec Odry Opole

## Kariera trenerska
Karierę trenerską rozpoczynał w Odrze Wodzisław Śląski, gdzie pracował z najstarszymi zespołami juniorów, Młodą Ekstraklasą, drugim zespołem Odry. Współpracował wówczas z takimi trenerami, jak Waldemar Fornalik, Piotr Mandrysz, Franciszek Smuda, Jacek Zieliński, Leszek Ojrzyński i Marcin Brosz. W 2010 r. pełnił funkcję tymczasowego trenera Odry. W 2011 był już głównym szkoleniowcem klubu z Wodzisławia Śląskiego. Następnie trenował zawodników Naprzodu Rydułtowy, Pniówka Pawłowice Śląskie, GKS Jastrzębie i Miedzi Legnica.

### Ruch Chorzów
24 czerwca 2021 r. został szkoleniowcem Ruchu Chorzów, z którym w dwa sezony osiągnął dwa awanse do wyższych klas rozgrywkowych (w 2022 do I ligi, w 2023 do Ekstraklasy). Po tym jak w sezonie 2023/2024 Ekstraklasy prowadzony przez niego Ruch w 13 meczach Ekstraklasy wygrał raz, pięciokrotnie zremisował, siedmiokrotnie przegrał, a w Pucharze Polski niespodziewanie odpadł w pierwszej rundzie z trzecioligowymi rezerwami Legii Warszawa, 6 listopada 2023 (dwa dni po ligowej porażce 0:2 z Lechem Poznań) jego umowa została rozwiązana za porozumieniem stron.  

### Podbeskidzie Bielsko-Biała
1 marca 2024 objął Podbeskidzie Bielsko-Biała. Poprowadził klub w 12 meczach (1 zwycięstwo, 2 remisy, 9 porażek), co nie wystarczyło do utrzymania zespołu w I lidze. 13 czerwca 2024 złożył wniosek o rozwiązanie kontraktu w trybie natychmiastowym. Cztery dni później Podbeskidzie poinformowało o rozwiązaniu kontraktu ze Skrobaczem. 
Jesienią 2024 r. został szkoleniowcem Odry Opole.